# Cuivre Township (Audrain County, Missouri)
Die Cuivre Township ist die östlichste von 8 Townships im Audrain County im mittleren Nordosten des US-amerikanischen Bundesstaates Missouri. Das U.S. Census Bureau hat bei der Volkszählung 2020 eine Einwohnerzahl von 4.717 ermittelt.

## Geografie
Die Cuivre Township liegt im äußersten Osten des Audrain County etwa 45 km westlich des Mississippi, der die Grenze zu Illinois bildet. Die Township erstreckt sich über 291,39 km², die sich auf 289,99 km² Land- und 1,40 km² Wasserfläche verteilen. Benachbarte Townships sind die Prairie und die Linn Township im Westen. Im Norden, Osten und Süden grenzen das Ralls, das Pike und das Montgomery County an die Cuivre Township.

## Bevölkerung
Bei der Volkszählung im Jahr 2010 hatte die Township 5125 Einwohner.

## Orte in der Cuivre Township
Die Cuivre Township enthält zwei selbstverwaltete Gemeinden, die beide den Status City besitzen:
- Farber
- Vandalia1

1 – teilweise im Ralls County